# Rachel Tidd
Rachel Tidd (Escondido (California), 20 de mayo de 1984) es una gimnasta artística estadounidense, medallista de bronce del mundo en 2001 en el concurso por equipos.

## 2001
En el Mundial celebrado en Gante (Bélgica) consigue la medalla de bronce por equipos, tras Rumania (oro) y Rusia (plata), siendo sus compañeras de equipo: Tasha Schwikert, Katie Heenan, Tabitha Yim, Ashley Miles y Mohini Bhardwaj.